# یوتا فوروکاوا
یوتا فوروکاوا (انگلیسی: Yūta Furukawa؛ زادهٔ ۹ ژوئیهٔ ۱۹۸۷) بازیگر، مدل (شخص)، خواننده، و رقصنده اهل ژاپن است.